# سوسن أباد (أرومية)
سوسن‌ أباد (بالكردية: سووسناڤا) هي إحدى القرى التابعة لـمرغور في ريف قسم سيلوانه من مقاطعة أرومية، في محافظة أذربیجان الغربیة الإيرانية.

## السكان
حسب إحصاءات سنة 2006، بلغ إجمالي السكان في سوسنافا 684 نسمة وعدد المساكن 103 مسكن. لغة سكان سوسنافا هي اللغة الكردية و هم من أهل السنة والجماعة والمذهب الشافعي.